# Bosch K-Jetronic
Bosch K-Jetronic är ett bränsleinsprutningssystem för bensinmotorer, tillverkat 1973-1994. Ersatte det tidigare systemet D-Jetronic, som var elektroniskt styrt. K-Jetronic var enklare i konstruktionen och fungerade bättre i praktiken, eftersom det inte var lika känsligt för störningar.
Principen är att luften som sugs in i motorn passerar en luftmängdsmätare, som i sin tur reglerar hur mycket bränsle som ska sprutas in. Ett munstycke vid varje cylinder sprutar in bensin, och till skillnad mot D-Jetronic är spridaren öppen hela tiden. Ett extra munstycke ger ett bränsletillskott i insugsröret vid kallstart. Insprutningsmunstyckena är konstruerade så att de öppnar sig när bränslet får tillräckligt tryck.
Det ursprungliga K-Jetronic var inte konstruerat för att fungera med lambasond och katalysator, men efter hand som avgaskraven skärptes utvecklades systemet vidare och fick förbättrad reglering.
Parallellt med K-Jetronic tillverkades även systemet L-Jetronic, som var en vidareutveckling av D-Jetronic. Det skiljer sig från K-Jetronic genom att spridarna öppnas och stängs elektroniskt så att de bara är öppna när insugsventilen öppnas för att suga in luft i cylindern. L-Jetronic är mer komplicerat i sin uppbyggnad, men genom den tekniska utvecklingen av integrerade kretsar blev det både billigare och driftssäkrare än D-Jetronic.